# Municipio de Grove (condado de Davis)
El municipio de Grove (en inglés: Grove Township) es un municipio ubicado en el condado de Davis en el estado estadounidense de Iowa. En el año 2010 tenía una población de 234 habitantes y una densidad poblacional de 2,22 personas por km².

## Geografía
El municipio de Grove se encuentra ubicado en las coordenadas 40°38′30″N 92°21′51″O / 40.64167, -92.36417. Según la Oficina del Censo de los Estados Unidos, el municipio tiene una superficie total de 105.42 km², de la cual 105,09 km² corresponden a tierra firme y (0,31 %) 0,33 km² es agua.

## Demografía
Según el censo de 2010, había 234 personas residiendo en el municipio de Grove. La densidad de población era de 2,22 hab./km². De los 234 habitantes, el municipio de Grove estaba compuesto por el 100 % blancos. Del total de la población el 0 % eran hispanos o latinos de cualquier raza.